# لئوپارد ۱

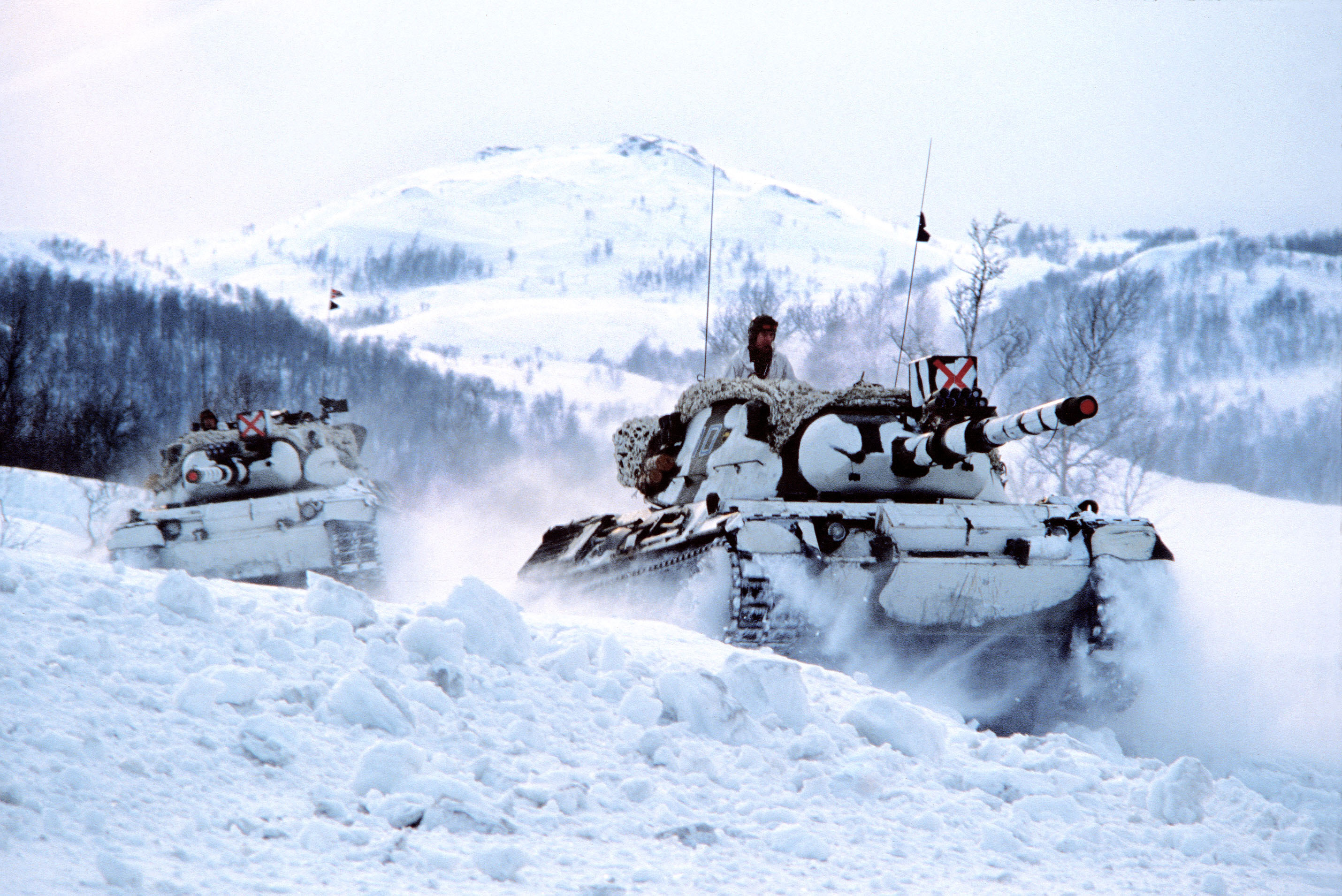
لئوپاردهای نروژی در برف

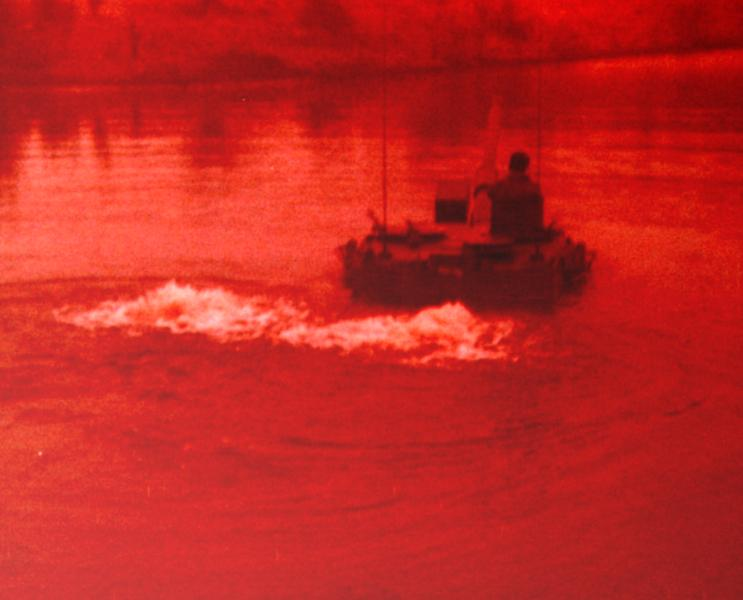
دوربین دید در شب لئوپارد ۱آ۲ که عبور تانک هم‌دسته از رودخانه را نشان می‌دهد، سال ۱۹۷۷

لئوپارد ۱ نوعی تانک اصلی میدان نبرد است که در دهه ۱۹۶۰ در آلمان غربی طراحی و تولید شد. این تانک نخستین بار در سال ۱۹۶۳ توسط شرکت کراوس-مافای برای وزارت دفاع آلمان غربی تولید شد و بیش از ۶ هزار عراده از آن برای نه کشور عضو ناتو شامل آلمان، هلند، بلژیک، یونان، ترکیه، ایتالیا، کانادا، نروژ و همچنین استرالیا تولید شد.
سلاح اصلی این تانک یک قبضه توپ ۱۰۵ میلی‌متری بود که با استفاده از یک پایدارکننده توپ و گردش‌نمای (ژیروسکوپی) الکترونیکی و هیدرولیکی از قابلیت شلیک دقیق در حال حرکت بهره‌مند بود. لئوپارد ۱ همچنین به دو ردیف پرتابگر نارنجک دودزا بر روی برجک به عنوان یک ترفند دفاعی مجهز بود و قدرت حفاظت از خود در مقابل تشعشعات بمب‌های شیمیایی-میکروبی و اتمی را داشت. این تانک با نصب لوازم اضافی و آماده‌سازی کناره‌های رودخانه توانایی حرکت در زیر آب و گذر از رودخانه‌ها را هم داشت. لئوپارد ۱ به عنوان تانکی با حداقل نیاز به تعمیر طراحی شده و تعویض کامل موتور آن در صورت نقص فنی موتور فقط در سی دقیقه انجام می‌شد.
لئوپارد ۲ در آغاز دهه ۱۹۸۰ جای لئوپارد ۱ را به عنوان تانک اصلی ارتش آلمان گرفت. از سال ۱۹۹۰ به بعد تانک‌های لئوپارد ۱ در بیشتر ارتش‌ها نقش‌های فرعی را بر عهده گرفته‌اند ضمن اینکه آلمان نیز بسیاری از لئوپاردهای دست دوم خود را به کشورهای دیگر فروخت. ارتش آلمان در سال ۲۰۰۳ این تانک را به‌طور رسمی از خدمت نظامی خارج کرد تا لئوپارد ۲ تنها تانک اصلی میدان نبرد این ارتش باشد. البته خودروهای زرهی طراحی شده بر اساس لئوپارد ۱ هنوز مورد استفاده هستند.
طراحی این تانک به پروژه مشترک آلمان غربی و فرانسه در دهه ۱۹۵۰ می‌رسد. این همکاری ناموفق بود و با پایان آن لئوپارد ۱ در آلمان و آام‌ایکس-۳۰ در فرانسه ساخته شد. طراحی لئوپارد ۱ در سال ۱۹۶۵ نهایی شده و به سفارش ارتش آلمان تولید انبوه آن شروع شد.
در مجموع ۶۴۸۵ عراده لئوپارد ۱ تولید شد که ۴۷۴۴ عراده آن تانک جنگی و بقیه خودروهای زرهی مشتق از آن مثل انواع ضدهوایی و تعمیر و بازیابی و مهندسی بود. علاوه بر این هشتاد پیش‌نمونه از مدل‌های مختلف نیز ساخته شده و قبل از آغاز تولید انبوه هم تعدادی تانک ساخته شده بود. لئوپارد ۱ تا اواخر دهه ۱۹۷۰ در پنج مدل لئوپارد۱، لئوپارد۱آ۱، لئوپارد۱آ۲، لئوپارد۱آ۳، لئوپارد۱آ۴ تولید شد. از سال ۱۹۸۰ مطالعه‌ای برای بهینه‌سازی این تانک آغاز شده و در سال ۱۹۸۷ اولین تانک‌های بهینه‌سازی شده با استاندارد لئوپارد۱آ۵ تحویل داده شد و از آن‌جا که تقریباً تمام ارتش‌ها بیشتر تانک‌های لئوپارد ۱ خود را به استاندارد آ۵ ارتقا دادند، آ۵ مدل استاندارد لئوپارد ۱ محسوب می‌شود. تانک‌های هلندی هم ارتقای مشابهی را انجام دادند که حاصل آن لئوپارد۱ وی نامیده می‌شد.
سیاست‌های سختگیرانه صادرات سلاح آلمان غربی باعث شد تا برخی از کشورهای مشتری لئوپارد ۱ نتوانند این تانک را خریداری کنند. ایران که مشتری این تانک بود در پی رد درخواست خود تانک چیفتن انگلیسی را انتخاب کرده و شیلی و اسپانیا هم آام‌ایکس-۳۰ فرانسوی را به جای آن به خدمت گرفتند.

## ویژگی‌ها
لئوپارد ۱ به دو قسمت اصلی تقسیم می‌شد. موتور در عقب خودرو قرار داشت و با یک دیواره ضدآتش از قسمت جلو، که خدمه تانک در آن قرار می‌گرفتند، جدا می‌شد. راننده در قسمت جلو و سمت راست می‌نشست. در جلوی دریچهٔ خروج راننده سه پیرامون‌بین (پریسکوپ) تعبیه شده بود که یکی از آن‌ها از دید مادون قرمز برای رانندگی در شب بهره می‌برد. فرمانده و توپچی در سمت راست و گلوله‌گذار در سمت چپ برجک می‌نشستند. هشت پریسکوپ برای دید همه‌جانبه در اختیار فرمانده تانک بود. جایگاه توپچی از یک پریسکوپ و یک دوربین نشانه‌روی برخوردار بود و یک مسافت‌یاب و یک تلسکوپ موازی با توپ اصلی در اختیار داشت. گلوله‌گذار تانک هم دو پریسکوپ داشت.
در سمت چپ برجک دریچه‌ای برای رساندن مهمات به تانک تعبیه شده بود. در بسیاری از مدل‌ها در خارج و پشت برجک یک سبد ذخیره قرار داشت. یک نورافکن بر روی توپ اصلی قرار داشت که برخی آن را برداشته و پشت برجک می‌گذاشتند. دید مادون قرمز تانک ۱۲۰۰ متر و دید نور سفید آن ۱۵۰۰ متر را پوشش می‌داد. در لئوپارد ۱آ۱آ۲ هم یک تلویزیون سطح نور پایین برای مشاهده و نشانه‌روی قرار داشت. تعداد چرخ‌های این تانک هفت عدد در هر طرف با فاصله مساوی و سه چرخ کمکی بود. دامن زرهی دندانه‌دار یا معوج و شیب قسمت‌های کناری بدنه تانک به سمت مرکز از ویژگی‌های ظاهری بارز این تانک است. شکل برجک هم در مدل آ۲ مدور و در مدل‌های آ۳ و آ۴ زاویه‌دار و مکعب‌مانند است.

### سلاح
سلاح اصلی این تانک یک قبضه توپ ۱۰۵ میلی‌متری ال۷ بود که اواخر دهه ۱۹۵۰ در انگلیس طراحی شده و توپ استاندارد تانک‌های ناتو در آن دوران بود. طول این توپ ۵۱ برابر کالیبر آن بود. در مدل‌های ابتدایی لئوپارد ۱ شصت گلوله برای آن حمل می‌شد که ۱۳ گلوله در برجک و ۴۷ گلوله دیگر در شاسی نگهداری می‌شد. در مدل‌های متاخرتر تعداد گلوله‌های شاسی به ۴۲ عدد کاهش یافت. سلاح‌های ثانویه تانک هم دو مسلسل ام‌ژ۳ با ۵۵۰۰ فشنگ بودند که یکی هم‌محور توپ اصلی و دیگری روی برجک در قسمت فرمانده قرار می‌گرفتند.

### قدرت تحرک
امتیاز اصلی لئوپارد ۱ قدرت تحرک بالای آن بود. در واقع این تانک پیرو نظریه‌ای نظامی طراحی شده بود که بر اساس آن با پیشرفت راکت‌ها و موشک‌های ضدتانک سنگین‌ترین و مقاوم‌ترین زره‌ها نیز آسیب‌پذیر خواهند شد و در نتیجه بایستی با بهبود قدرت تحرک و چابکی و قدرت آتش تانک از هدف قرار گرفتن آن توسط دشمن جلوگیری کرد.
لئوپارد ۱ در حالت عادی توانایی حرکت در آب‌هایی به عمق ۱٫۲۵ متر، با آماده‌سازی در آب‌هایی به عمق ۲٫۲۵ متر و با اسنورکل توان حرکت در آب‌های ۴ متری را داشت. این تانک می‌توانست از خندق‌هایی به عمق سه متری و موانع عمودی به ارتفاع ۱٫۱۵ متر بگذرد و در شیب ۶۰ درجه حرکت کند.

### زره

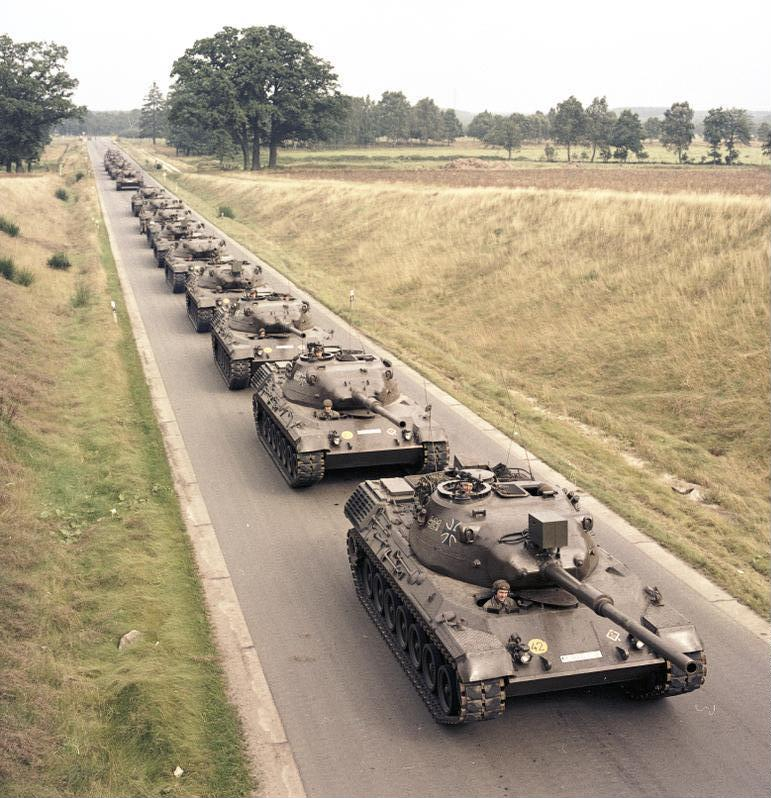
تانک‌های لئوپارد در سال ۱۹۶۵

ضخامت زره لئوپارد۱ مدل آ۱ در بخش‌های مختلف به این شرح است (البته زره اضافی را نیز می‌توان بر روی آن نصب کرد):
- قسمت جلو بدنه: ۷۰ م‌م
- بخش فوقانی قسمت‌های کناری بدنه: ۳۵ م‌م
- بخش تحتانی قسمت‌های کناری بدنه: ۲۵ م‌م
- عقب بدنه: ۲۵ م‌م
- کف بدنه: ۱۵ م‌م
- سقف بدنه: ۱۰ م‌م
- جلو برجک: ۵۲ م‌م
- بخش‌های کناری برجک: ۶۰ م‌م
- عقب برجک: ۶۰ م‌م
- سقف برجک: ۳۹ م‌م

## مقایسه با تانک‌های هم‌دوره
| مشخصات             | ام۶۰ آ۳ پاتون              | لئوپارد ۱                  | آام‌ایکس-۳۰                 | تی-۵۵                      | تی-۶۲                      | چیفتن                      |
| ------------------ | -------------------------- | -------------------------- | -------------------------- | -------------------------- | -------------------------- | -------------------------- |
| وزن                | ۵۵٫۶ تن                    | ۴۲٫۲ تن                    | ۳۶ تن                      | ۳۶ تن                      | ۴۰ تن                      | ۵۶ تن                      |
| توپ                | توپ خان‌دار ۱۰۵ م‌م/۵۳ ال۷   | توپ خان‌دار ۱۰۵ م‌م/۵۳ ال۷   | توپ خان‌دار ۱۰۵ م‌م/۵۶ اف۱   | توپ خان‌دار ۱۰۰ م‌م/۵۲ دی۲۰  | توپ بدون خان ۱۱۵ م‌م        | توپ خان‌دار ۱۲۰ م‌م/۵۵       |
| ظرفیت حمل مهمات    | ۶۳ گلوله                   | ۵۵ گلوله                   | ۵۰ گلوله                   | ۴۳ گلوله                   | ۴۰ گلوله                   | ۶۲ گلوله                   |
| برد عملیاتی        | ۴۸۰ کیلومتر                | ۶۰۰ کیلومتر                | ۶۰۰ کیلومتر                | ۵۰۰ کیلومتر                | ۴۵۰ کیلومتر                | ۵۰۰ کیلومتر                |
| قدرت موتور         | ۷۵۰ اسب بخار (۵۶۰ کیلووات) | ۸۳۰ اسب بخار (۶۲۰ کیلووات) | ۶۸۰ اسب بخار (۵۱۰ کیلووات) | ۵۸۰ اسب بخار (۴۳۰ کیلووات) | ۵۸۰ اسب بخار (۴۳۰ کیلووات) | ۷۵۰ اسب بخار (۵۶۰ کیلووات) |
| حداکثر سرعت (جاده) | ۵۰ کیلومتر بر ساعت         | ۶۲ کیلومتر بر ساعت         | ۶۵ کیلومتر بر ساعت         | ۵۰ کیلومتر بر ساعت         | ۵۰ کیلومتر بر ساعت         | ۵۰ کیلومتر بر ساعت         |
| زره (جلوی برجک)    | ۲۵۴ م‌م                     | ۶۰ م‌م مدور                 | ۸۱ م‌م                      | ۲۰۳ م‌م                     | ۲۴۲ م‌م                     | ۱۹۵ م‌م با زاویه ۶۲ درجه    |
| زره (جلوی بدنه)    | ۲۶۷ م‌م (در خط دید)         | ۷۰ م‌م در زاویه ۶۰          | ۷۹ م‌م (در خط دید)          | ۹۷ م‌م در زاویه ۵۸ درجه     | ۱۰۲ م‌م در زاویه ۶۰         | ۱۷۲ م‌م در زاویه ۷۲ درجه    |

## کاربران

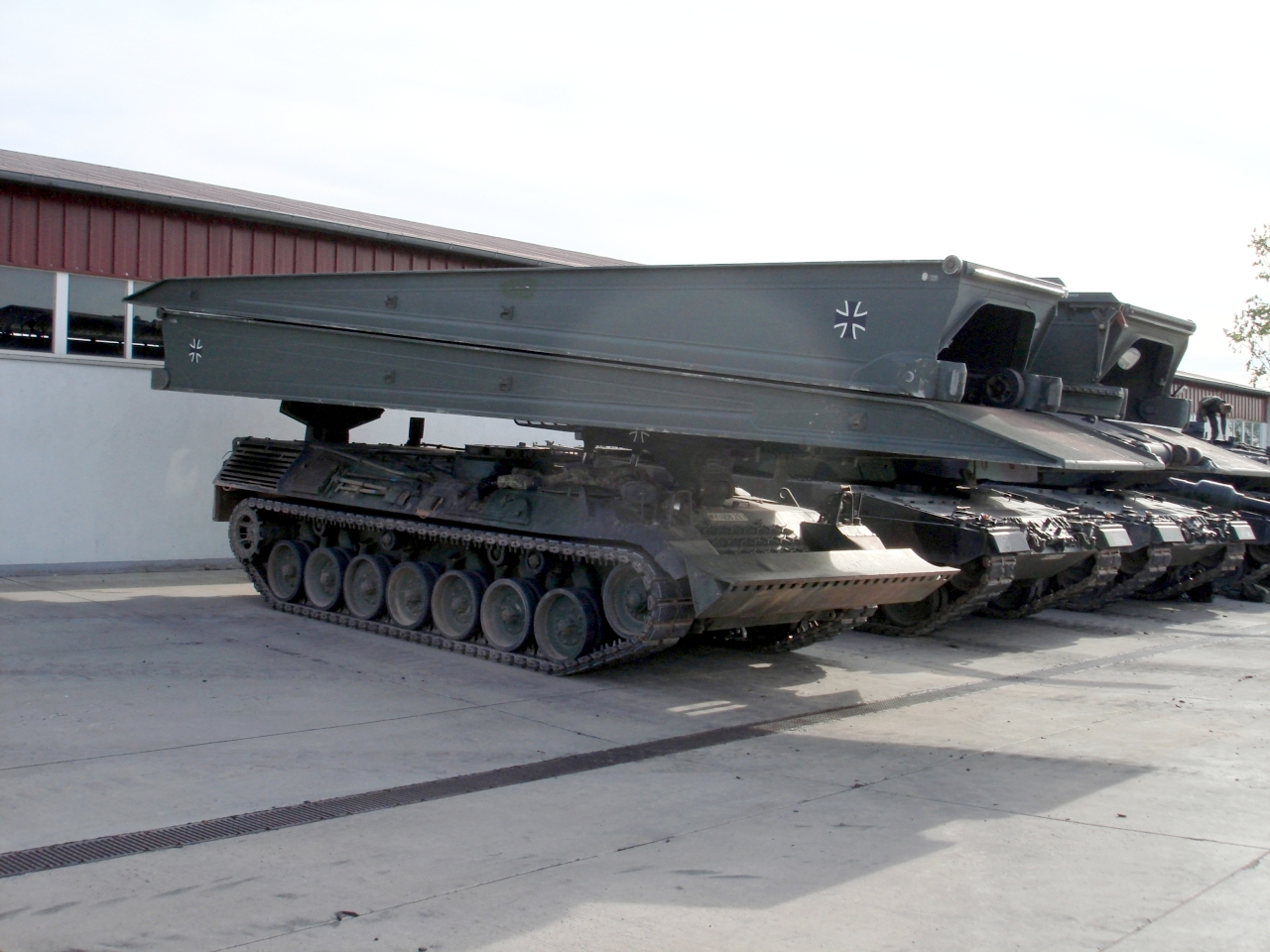
مدل پل‌گذار لئوپارد۱ ارتش آلمان

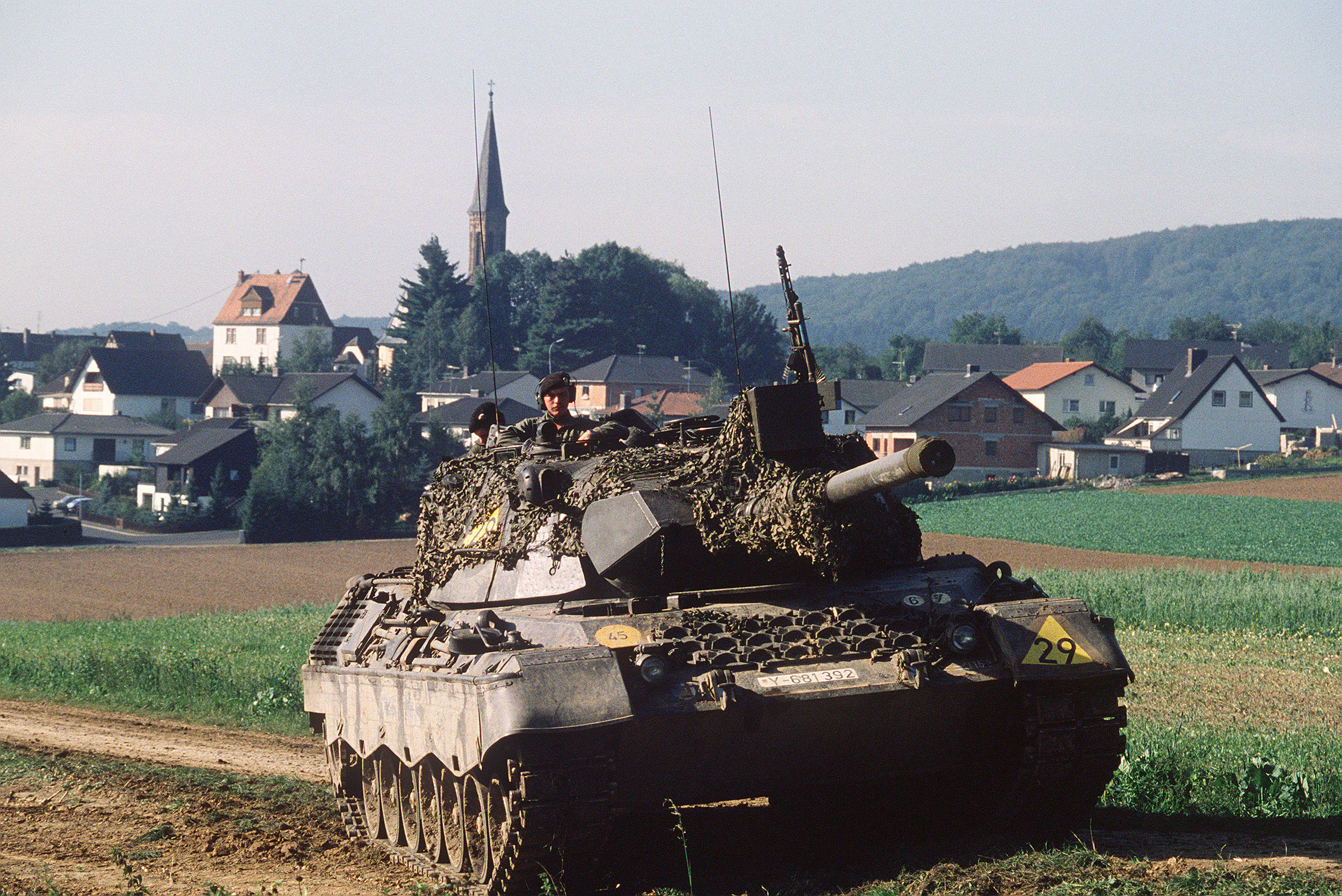
لئوپارد ۱ ارتش آلمان، سال ۱۹۸۳

کاربران کنونی و سابق لئوپارد ۱ عبارتند از:
- استرالیا: ۹۱ عراده لئوپارد ۱ از آلمان غربی خریداری شد که تحویل آن‌ها از سال ۱۹۷۶ آغاز شد. لئوپارد ۱ به عنوان جایگزین تانک قدیمی انگلیسی سنتوریون انتخاب شده و در آزمایش‌ها بر ام۶۰ پاتون ترجیح داده شد. در سال ۲۰۰۴ با ۵۹ عراده ام۱ آبرامز جایگزین شدند.
- یونان: ۵۲۰ عراده در خدمت نظامی است. قرار است تعدادی به خودروهای پشتیبانی تبدیل شده و بقیه اوراق شوند.
- برزیل: ۱۲۸ عراده از مدل آ۱ و ۲۵۰ عراده از مدل آ۵ فعال است.
- ترکیه: ۳۳۷ عراده. تانک‌های دست دوم ارتش آلمان غربی که در دهه ۱۹۸۰ و ۹۰ خریداری شده یا به عنوان کمک نظامی دریافت شدند.
- آلمان غربی: ۲۴۳۷ عراده که همه با لئوپارد ۲ جایگزین شده‌اند.
- هلند: ۴۶۸ عراده که با لئوپارد۲ جایگزین شد.
- نروژ: ۱۷۲ عراده که فقط ۵ عراده به همراه تعدادی از خوردوهای تعمیر و بازیابی و پل‌ساز در خدمت نظامی مانده‌اند.
- بلژیک: ۳۳۴ عراده خریداری شدند که پس از پایان جنگ سرد حدود ۹۰ عراده به برزیل فروخته شد. ۱۳۲ عراده فعال باقی مانده و قرار است بجز ۴۰ عراده بقیه فروخته شوند.
- ایتالیا: ۷۲۰ عراده که تعدادی از آن‌ها با مجوز آلمان در کارخانه اتومرالا در ایتالیا تولید شدند. در سال ۲۰۰۸ همگی بازنشسته شده و با تانک ایتالیایی آریته جایگزین شدند. مدل‌های مهندسی، تعمیرگر و پل‌ساز لئوپارد ۱ باقی مانده‌اند و ۱۲۰ عراده در نیروی ذخیره هستند.
- کانادا: ۱۲۷ عراده لئوپارد سی۱ (معادل آ۳ همراه با مسافت‌یاب لیزری) خریداری شد. ۱۱۴ عراده آن‌ها از سال ۲۰۰۰ در یک برنامه بهینه‌سازی به ارزش ۱۳۹ میلیون دلار کانادا به استاندارد سی ۲ ارتقا یافتند. ۶۶ عراده فعال مانده‌اند که به تدریج با تانک‌های لئوپارد ۲ دست دوم هلندی جایگزین می‌شوند.
- شیلی: ۲۰۲ عراده که ۱۲۰ عراده باقی مانده‌اند. پس از خرید ۱۳۶ لئوپارد ۲ دست دوم از آلمان، ۳۰ عراده از لئوپارد۱ احتمالاً به قیمت نیم میلیون دلار برای هر عراده به اکوادور فروخته شد.[۴]
- دانمارک: ۲۳۰ عراده لئوپارد۱آ۵ در اختیار داشت که با لئوپارد۲ جایگزین شده‌اند و فقط ۱۶ تانک تعمیرگر و ۱۰ تانک پل‌ساز باقی مانده‌اند.
- اکوادور: ۳۰ لئوپارد۱وی از شیلی خریداری شد.[۴]
- اوکراین: ۱۰ عراده از این تانک توسط آمریکا به اوکراین که در جنگ با روسیه بود داده شد.[۵]